# Șindrilari, Vrancea
Șindrilari este un sat în comuna Reghiu din județul Vrancea, Moldova, România.